# Bärkotingor
Bärkotingor (Carpornis) är ett litet fågelsläkte i familjen kotingor inom ordningen tättingar. Släktet omfattar endast två arter med utbredning i östra Brasilien:
- Grönryggig bärkotinga (C. melanocephala)
- Brunryggig bärkotinga (C. cucullata)